# Bonesky
Die Familie Bonesky war eine Dynastie von Marionettenspielern und Kinobetreibern aus Plauen. Richard Bonesky (1867–1930) gründete eine  Marionettenbühne, wandte sich später aber dem Kino zu und eröffnete das erste Tonkino des Vogtlandes. Sohn Kurt Bonesky (1894–1962) begann als Kinobetreiber, kehrte dann aber zum Marionettenspiel zurück. Der weitere Sohn Walter Bonesky (1891–1963) war Kinobetreiber in Schöneck. Teile der Bonesky'schen Marionettenbühnen befinden sich heute in den Staatlichen Kunstsammlungen in Dresden.

## Geschichte
Richard Bonesky  stammte aus Elterlein, war ab 1881 Schüler des bekannten Marionettenspielers Ferdinand Listner und 1884 Gehilfe von Moritz Richter. 1889 gründete er in Chemnitz seine eigene Marionettenbühne, deren Ausstattung wahrscheinlich der Theatermaler Richard Hartmann besorgte. Sein Puppentheater erregte aufgrund seines Umfangs  Aufsehen. Das um 1890 erbaute Theatrum mundi war 2 × 4 Meter groß und umfasste Szenen wie die Schlacht bei Sedan mit 200 beweglichen Figuren. In manchen der Schlachtenbilder sollen bis zu 1000 Figuren bewegt worden sein. Zum Bewegen der Figuren und Steuern der technischen Effekte waren vier bis sechs Personen nötig. 1892 heiratete Bonesky Emilie Hedwig Gottschald (1870–1898), die ihn auf den zunächst regionalen Tourneen um Chemnitz begleitete. Bald wurde das Tivoli in Plauen zum bevorzugten Winterspielort, während Bonesky im Sommer  Sachsen und Thüringen bereiste. 1896 ließ er sich in Plauen nieder. Nach dem Tod seiner ersten Frau heiratete er 1902 deren Schwester Elise. Später ging er eine dritte Ehe mit der Tochter seines Lehrmeisters Listner ein. 1906 richtete Bonesky ein mobiles Zeltkino mit 500 Plätzen ein, mit dem er Jahrmärkte besuchte. 1910 gründete er mit dem Filmtheater in Adorf das erste Tonfilmtheater des Vogtlandes, das zunächst von seinem Sohn Kurt Bonesky  betrieben wurde. Als Kurt Bonesky als Soldat in den Ersten Weltkrieg zog, siedelte Vater Richard Bonesky nach Adorf über, um selbst das Filmtheater zu leiten. Sohn Kurt erlitt Kriegsverletzungen und kam nach seiner Rückkehr aus dem Lazarett zunächst als Filmvorführer in Plauen unter, heiratete 1918 und half dann dem Vater im Kino in Adorf. Der ältere Sohn Walter Bonesky  gründete unterdessen ein Kino in Schöneck. 1920 gründete Kurt Bonesky ein eigenes Marionettentheater, mit dem er im Vogtland und in Westsachsen auftrat. Zu Beginn der 1930er Jahre erlebte das Marionettentheater einen Niedergang, da das Kino eine  Konkurrenz geworden war. Kurt Bonesky geriet in wirtschaftliche Schwierigkeiten, profitierte dann jedoch von der Brauchtums-Förderung des Marionettenspiels durch die Nationalsozialisten. Ab 1933 wurde die Plauener Holzmühle zu seinem regelmäßigen Spielort. Die bereits ins Vogtländische Kreismuseum gelangten Bühnen des 1930 verstorbenen Vaters wurden hergerichtet und kamen verschiedentlich wieder bei Aufführungen zum Einsatz: 1938 das Theatrum mundi und 1941 die Marionettenbühne. In den frühen 1950er Jahren entzogen die DDR-Kulturbehörden Kurt Bonesky und anderen Puppenspielern die Lizenz. 1953 bestritt er lediglich noch ein Programm mit Varieté-Marionetten. Nach seinem Tod 1962 kam sein Bühnenfundus an die Puppentheatersammlung ins Hohenhaus nach Radebeul.
Die Boneskys verkörpern unterschiedliche Unternehmertypen. Während Vater Richard Bonesky zunächst mit seinem Theatrum mundi Maßstäbe für das Marionettentheater setzte und sich dann der technischen Entwicklung folgend dem aufkommenden Kino zuwandte, durchlief Sohn Kurt Bonesky eine entgegengesetzte Entwicklung, vom Kinobetreiber hin zum traditionellen Marionettenspiel mit historischen Figuren. Das Repertoire der Boneskys umfasste ungefähr 120 Stücke, darunter Dr. Faust, der Schinderhannes, der Bayerische Hiesel oder die Genoveva. Die Mischung aus Märchen, romantischen Schauspielen, Ritterdramen, Räubergeschichten, Kasperlesgeschichten und klassischen Bühnenwerken war für die sächsische Wandermarionettentheatertradition typisch. Richard Boneskys Marionetten hatten ungefähr eine Höhe von einem Meter, Kurt Boneskys Figuren waren etwa 70 Zentimeter hoch. Außerdem verfügten die Boneskys über Varieté-Marionetten, die bei Nachspielen nach dem eigentlichen Stück kurze Szenen boten. Zwischen den Akten der Stücke gab es Gesangseinlagen, die von einem Gehilfen auf dem Bandonion begleitet wurden.
Teile der Bonesky'schen Puppen und Bühnendekorationen befinden sich in den Staatlichen Kunstsammlungen Dresden.